# Erythrobarbula rubra
Erythrobarbula rubra là một loài Rêu trong họ Pottiaceae. Loài này được (Jur. ex Geh.) Steere mô tả khoa học đầu tiên năm 1951.